# Submarino U-591
El submarino alemán U-591 fue un submarino tipo VIIC construido para la Kriegsmarine de la Alemania nazi para el servicio durante la Segunda Guerra Mundial. Fue colocada el 30 de octubre de 1940 por Blohm & Voss, Hamburgo como astillero número 567, botada el 20 de agosto de 1941 y comisionada el 9 de octubre de 1941 bajo el mando de Kapitänleutnant Hans-Jürgen Zetzsche.

## Diseño
Los submarinos alemanes Tipo VIIC fueron precedidos por los submarinos más cortos Tipo VIIB . El U-591 tenía un desplazamiento de 769 toneladas (757 toneladas largas) cuando estaba en la superficie y 871 toneladas (857 toneladas largas) mientras estaba sumergido. Tenía una longitud total de 67,10 m (220 pies 2 pulgadas), una longitud de casco de presión de 50,50 m (165 pies 8 pulgadas), una manga de 6,20 m (20 pies 4 pulgadas), una altura de 9,60 m ( 31 pies 6 pulgadas) y un calado de 4,74 m (15 pies 7 pulgadas). El submarino estaba propulsado por dos motores diésel sobrealimentados Germaniawerft F46 de cuatro tiempos y seis cilindros . produciendo un total de 2800 a 3200 caballos de fuerza métricos (2060 a 2350 kW; 2760 a 3160 shp) para uso en superficie, dos motores eléctricos Brown, Boveri & Cie GG UB 720/8 de doble acción que producen un total de 750 caballos de fuerza métricos (550 kW; 740 shp) para uso sumergido. Tenía dos ejes y dos hélices de 1,23 m (4 pies ) . El barco era capaz de operar a profundidades de hasta 230 metros (750 pies).
El submarino tenía una velocidad máxima en superficie de 17,7 nudos (32,8 km/h; 20,4 mph) y una velocidad máxima sumergida de 7,6 nudos (14,1 km/h; 8,7 mph).  Cuando estaba sumergido, el barco podía operar durante 80 millas náuticas (150 km; 92 mi) a 4 nudos (7,4 km/h; 4,6 mph); cuando salió a la superficie, podría viajar 8.500 millas náuticas (15.700 km; 9.800 mi) a 10 nudos (19 km / h; 12 mph). El U-591 estaba equipado con cinco tubos lanzatorpedos de 53,3 cm (21 pulgadas) (cuatro instalados en la proa y uno en la popa), catorce torpedos , un cañón naval SK C/35 de 8,8 cm (3,46 pulgadas) , 220 proyectiles y un Cañón antiaéreo C/30 de 2 cm (0,79 pulgadas) . El barco tenía una capacidad de entre cuarenta y cuatro y sesenta marineros.

## Historial de servicio
El servicio del barco comenzó el 9 de octubre de 1941 con su entrenamiento, seguido de un servicio activo como parte de la 6.ª Flotilla de Submarinos . La transfirieron a la 11.ª flotilla el 1 de julio de 1942 para el servicio activo en el Atlántico norte que operaba fuera de la ciudad Noruega de Bergen . Al año siguiente, el 1 de junio de 1943, se transfirió a la 9.ª Flotilla operativa de Brest, Francia .
En 8 patrullas hundió cuatro buques mercantes, para un total de 19,932 toneladas de registro bruto (TRB), más un buque mercante averiado.

### Convoy ONS 154
La primera víctima del Convoy ONS 154 fue el carguero noruego Norse King de 5.701 TRB, el segundo en la columna once, el 28 de diciembre de 1942. El torpedo U-591 lo golpeó a las 20:04, dejándole severamente dañado, Norse King intentó aun así llegar hasta las Azores, pero el U-435 lo encontró y lo envió rápidamente al fondo.
El segundo éxito del U-591 fue el carguero Zarian de la United Africa Company de 4.871 TRB que fue gravemente dañado y abandonado con un solo torpedo que le impactó, aunque falló en su escape del Baron Cochrane .

### Convoy SC 121
Habiendo regresado al mar después de una larga recuperación de las heridas de bala, Hans-Jürgen Zetzsche estaba en el blanco con el Convoy SC 121 cuando avistó el Empire Impala, que iba a recoger a los sobrevivientes del torpedeado navío Egypt, el 7 de marzo de 1943. De la tripulación combinada de 80 hombres, tanto del Egypt como del Empire Impala, solo 3 de ellos sobrevivieron.

### Hundimiento
El U-591 fue hundido el 30 de julio de 1943 en el Atlántico Sur cerca de Pernambuco, Brasil, en posición la 08°36′S 34°34′O / -8.600, -34.567; por cargas de profundidad lanzadas por un avión estadounidense Lockheed Ventura del VB-127 . Hubo 19 muertos y 28 sobrevivientes.

### Manadas de lobos
El U-591 participó en nueve manadas de lobos, a saber:
- Schlei (21 de enero - 12 de febrero de 1942)
- Bums (6 - 10 de abril de 1942)
- Greif (14 - 29 de mayo de 1942)
- Nebelkönig (27 de julio - 13 de agosto de 1942)
- Ungestüm (11 - 30 de diciembre de 1942)
- Sturmbock (21 - 26 de febrero de 1943)
- Colmillo Salvaje (26 de febrero - 5 de marzo de 1943)
- Westmark (6 - 11 de marzo de 1943)
- Seewolf (21 - 30 de marzo de 1943)

## Historial de incursiones
| Fecha                   | Nombre del barco | Nacionalidad | Tonelaje ( TRB ) | Destino |
| ----------------------- | ---------------- | ------------ | ---------------- | ------- |
| 21 de diciembre de 1942 | Montreal City    | Reino Unido  | 3,066            | Hundido |
| 28 de diciembre de 1942 | Norse King       | Noruega      | 5,701            | Dañado  |
| 29 de diciembre de 1942 | Zarian           | Reino Unido  | 4,871            | Hundido |
| 7 de marzo de 1943      | Empire Impala    | Reino Unido  | 6,116            | Hundido |
| 8 de marzo de 1943      | Vojvoda Putnik   | Yugoslavia   | 5,879            | Hundido |